# Luvsanjambyn Mördorj
Luvsanjambyn Mördorj (en mongol: Лувсанжамбын Мөрдорж; 1919-1996) fue uno de los compositores más relevantes de Mongolia de las décadas de 1950 y 1960. En 1955, compuso la primera obra sinfónica de Mongolia, Mi patria, también conocida como Manai Ej Oron (Nuestra patria), En 1950, junto con Bilegiin Damdinsüren, compuso la música para el himno nacional de Mongolia.
Junto con otros compositores de Mongolia, como Sembiin Gonchigsumlaa y E. Choidog, perteneció al llamado «escuela europea de compositores del siglo XIX» quienes se inspiraron en compositores como Chaikovski y Mahler.